# Zageln
Zageln (mundartl.: Zågln) ist ein Ortsteil der Gemeinde Tyrlaching im oberbayerischen Landkreis Altötting.

## Lage
Die Einöde Zageln liegt etwa dreieinhalb Kilometer nordöstlich von Tyrlaching an der Kreisstraße AÖ 21.

## Geschichte
Der Name der Einöde bezeichnet einen schmalen Geländezipfel. 